# Stormzy
Мајкл Ебенезер Квађо Омари Овуо Млађи (енгл. Michael Ebenezer Kwadjo Omari Owuo Jr.; Лондон, 26. јул 1993), познат као Stormzy (транскр.  Стормзи), британски је репер, певач и текстписац.

## Биографија
Рођен је 26. јула 1993. у Лондону. Мајка му је из Гане. Одрастао је уз мајку, брата и две сестре. Почео је да се бави реповањем с 11 година. Изјашњава се као хришћанин.

## Дискографија
Студијски албуми
- (2017)
- (2019)
- (2022)